# Limba altai
Altai este o limbă din grupul limbilor turcice. Este limba oficială în Republica Altai, din Rusia. Înainte de 1948, această limbă se numea Oyrot.  În 2002, circa 67,900 persoane vorbeau această limbă.

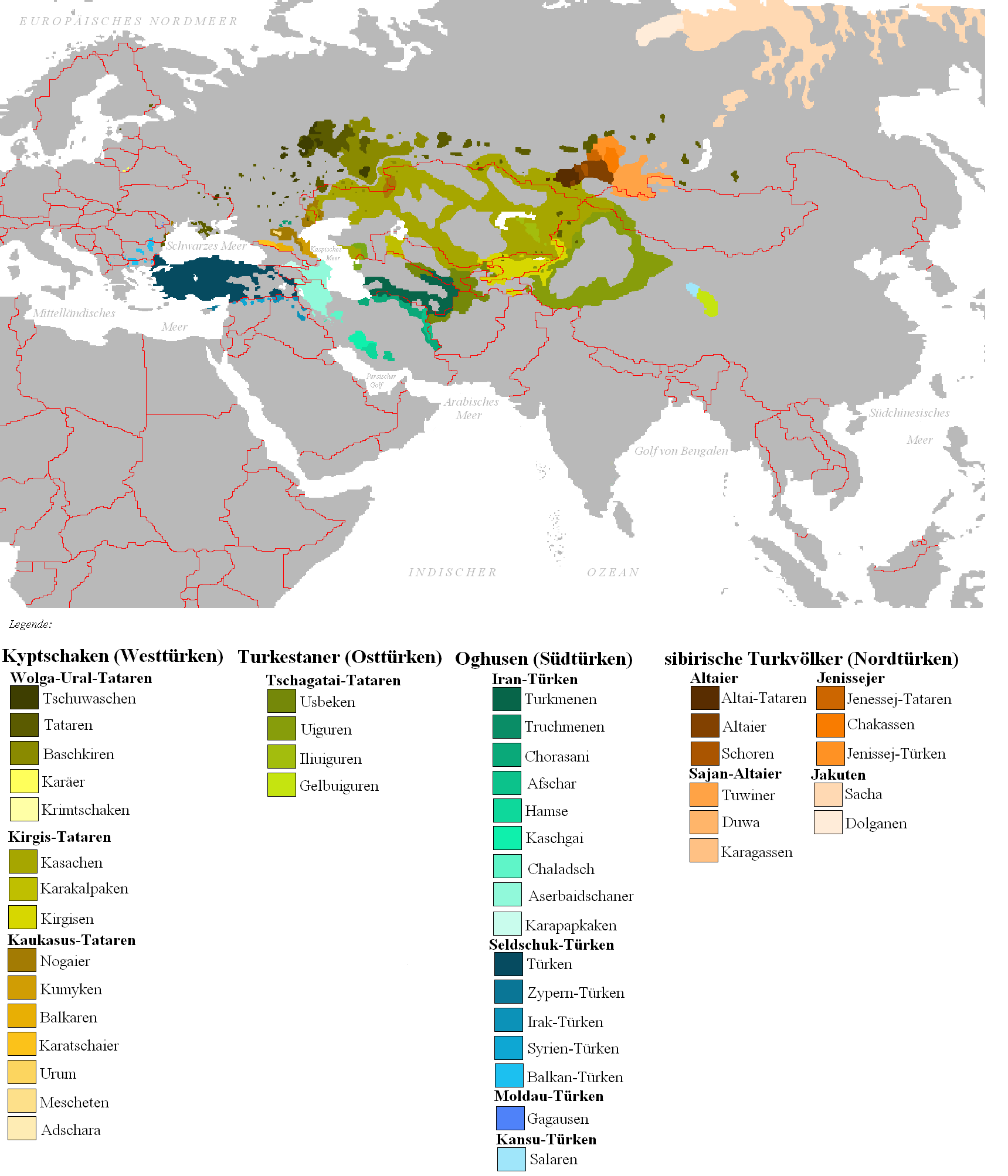

## Distribuire geografică
Limba altai este vorbită preponderent în Republica Altai (Altai sud) și Altai Krai (Altai nord).

### Statutul oficial
Limba altai este limba oficială a Republicii Altai. Limba oficială este bazată pe dialectul sudic vorbit de un grup numit Altai-kižii.

### Dialecte
Limba altai are două dialecte: de nord și cel de sud, fiecare având câteva subdialecte. 
- Dialectul altai sudic
  - Altai
    - Mayma

  - Telenghit
    - Tölös
    - Chuy (Ciui)

  - Teleut

- Dialectul altai de nord
  - Tuba
  - Kumandî
    - Turachak (Turaceak)
    - Solton
    - Starobardinian

  - Chalkan (Cealkan)